# Les Comes (Figuerola d'Orcau)
Les Comes és, com el seu nom indica, una coma del terme municipal d'Isona i Conca Dellà, en terres de l'antic municipi de Conques, al Pallars Jussà.
Està situada a prop i al nord-est de la vila de Figuerola d'Orcau, encara que no pertanyi ben bé al seu antic territori, al sud-oest dels Estanys de Basturs, al vessant nord-occidental del Mont de Conques.